# Hannópil
Hannópil (en ucraniano: Ганнопіль) es una aldea ubicada en el raión de Slavuta, en el óblast de Jmelnitski en Ucrania. Su población en el censo del 2015 era de 804 habitantes. El código postal es el número 30030. El prefijo telefónico es el número 3842. La[población tiene una superficie de 4,58 kilómetros cuadrados. 

## Historia
La población era conocida desde 1602, con el nombre de Glínniki. En 1793, la aldea pasó a formar parte de la provincia de Volinia del Imperio ruso. Entre 1922 y 1991, la población formó parte de la República Socialista Soviética de Ucrania.

### Judaísmo en Hannópil
Los judíos se asentaron en Hannópil en el siglo XVIII. En 1784, unos 215 judíos vivían en Hannópil, en 1931 la población judía ascendía a 1.280 habitantes. Desde la década de 1770, Hannópil ha tenido un papel importante en el movimiento del judaísmo jasídico.
El rabino Dov Ber de Mezeritch y su hijo Avraham Ha-Malach (el Ángel), vivieron en Hannopil. El Ángel más tarde se convirtió en un Tzadik en la localidad de Fastov.
El rabino Schneur Zalman de Liadí, fue el primer Rebe y el fundador de la dinastía jasídica Jabad-Lubavitch, Zalman estudió junto al Maguid de Mezeritch. Después del fallecimiento del Maguid de Mezeritch, su discípulo y seguidor Meshulam Zusha se asentó en Hannópil.
Durante los años 1941 y 1942, la población judía de Hannopil fue exterminada. Las tumbas del Dov Ber y de su fiel discípulo Meshulam Zusha, situadas en el cementerio judío, fueron vandalizadas durante la Segunda Guerra Mundial. Ambas tumbas son un lugar de peregrinación para los judíos jasídicos.